# Nicholson, Mississippi
Nicholson là một thành phố thuộc quận, tiểu bang Mississippi, Hoa Kỳ. Năm 2010, dân số của thành phố này là 3 092 người.

## Dân số
- Dân số năm 2000: người.
- Dân số năm 2010: 3 092 người.